# Saint-Yrieix-sous-Aixe
Saint-Yrieix-sous-Aixe település Franciaországban, Haute-Vienne megyében. Lakosainak száma 441 fő (2022. január 1.). Saint-Yrieix-sous-Aixe Cognac-la-Forêt, Sainte-Marie-de-Vaux, Saint-Priest-sous-Aixe és Verneuil-sur-Vienne községekkel határos.

## Népesség
A település népessége az elmúlt években az alábbi módon változott:
| Lakosok száma | 413  | 415  | 421  | 421  | 427  | 432  | 435  | 439  | 441  |
|               | 2013 | 2015 | 2016 | 2017 | 2018 | 2019 | 2020 | 2021 | 2022 |